# 歌舞廳最後一夜
《裸體舞台》（英語：Mrs. Henderson Presents）是一部由2005年由美国编剧馬丁·謝爾曼编写，史蒂芬·佛瑞爾斯执导的英国喜剧。它的主演为茱蒂·丹契，鮑勃·霍斯金斯，凱莉·雷利和《全民偶像》赢家威爾·楊参与演出。这部电影的音乐剧版本由愛瑪·威廉斯和特蕾西·贝内特主演，2015年8月在巴斯皇家剧院首演，从2016年2月，该音乐剧在伦敦西区的诺埃尔孱剧院进行演出。

## 剧情
这部电影是来源于在伦敦的风车剧院所发生的真实故事。
安德森夫人丈夫去世之後，朋友們都想著如何找一些興趣來做，縫紉和喝下午茶她都覺得很老套，有天逛街看到一家已經封閉的劇院，於是她決定買了下來，找了范丹先生當作總監，范丹先生決定創立不停止的播放舞台秀，果然大受歡迎，後來許多舞台劇爭相模仿生意又沒落，安德森夫人想著如果女生裸體呢？於是兩個人決定挑戰尺度做出裸體歌舞劇......

## 主要角色
- 亨德逊夫人（Laura Henderson）：茱蒂·丹契 飾
- 范丹（Vivian Van Damm）：鮑勃·霍斯金斯 飾
- 伯蒂（Bertie）：威爾·楊（英语：Will Young） 飾
- 罗德（Lord Cromer）：克里斯多弗·蓋斯特（英语：Christopher Guest） 飾
- 莫林（Maureen）：凱莉·雷利 飾
- 戈登（Gordon）：陶比·瓊斯 飾
- 康威小姐（Lady Conway）：塞尔玛·巴洛（英语：Thelma Barlow） 飾
- 多丽丝（Doris）：安娜·布儒斯特（英语：Anna Brewster） 飾
- 弗朗西丝（Frances）：罗莎琳德·霍爾斯特德（英语：Rosalind Halstead） 飾
- 贝拉（Vera）：莎拉·索莱马尼（英语：Sarah Solemani） 飾
- 佩吉（Peggy）：娜塔莉·提娜 飾
- 埃里克（Eric Woodburn）：湯瑪斯·阿倫（英语：Sir Thomas Allen） 飾
- 安布罗斯（Ambrose）：Richard Syms 飾

## 迴响
这部电影收获的大部分都是正面的评价。烂番茄在138份评论家的评论中有67%的新鲜度。网站「未来电影」描述这部电影是「非常搞笑，甜美并迷人。」羅傑·伊伯特给这部电影相当积极的评价，他说：「《裸體舞台》不是一部很好的戏码，风车也不是一个好的剧院，但他们都放在一出好的演出上。」

## 奖项
这部电影从26项提名中获得4项。从中有4项英國影藝學院電影獎包括最佳原创剧本，2项奥斯卡，3项金球奖和8项英國獨立電影獎。